# Hastella calabyi
Hastella calabyi is een rechtvleugelig insect uit de familie Morabidae. De wetenschappelijke naam van deze soort is voor het eerst geldig gepubliceerd in 1981 door Kenneth Hedley Lewis Key.